# Fjaler
Fjaler er en kommune i Vestland fylke i Norge syd for Dalsfjorden. Kommunen grænser i øst op til Gaular, og mod syd til Høyanger og Hyllestad. Nord for fjorden ligger Solund mod vest og Askvoll mod nord.
I Fjaler kommune ligger RCNUWC (Red Cross Nordic United World College) med 200 elever fra 80 lande, et af verdens 12 UWC, NKD – Nordisk Kunstnercenter Dalsåsen, der er en institution under Nordisk Ministerråd som arbejder med visuel kultur (samtidskunst, design og arkitektur), en skifabrik og en skofabrik.